# Ctenus palembangensis
Ctenus palembangensis este o specie de păianjeni din genul Ctenus, familia Ctenidae, descrisă de Strand, 1906. Conform Catalogue of Life specia Ctenus palembangensis nu are subspecii cunoscute.